# Liste der Fußballnationalmannschaften (Männer)
Die Liste der Fußballnationalmannschaften der Männer enthält alle Fußballnationalmannschaften der Welt, deren Verbände Mitglieder der FIFA sind und die, deren Verbände zwar (assoziierte) Mitglieder der kontinentalen Konföderationen, aber nicht Mitglied der FIFA sind. Diese und solche, die den Kontinentalverband gewechselt haben, sind farblich kenntlich gemacht. Die Liste umfasst derzeit 222 Mannschaften. Zu jeder Nationalmannschaft werden der FIFA-Ländercode, Verband, Gründungsjahr, größter Erfolg bei der Weltmeisterschaft und der Meisterschaft des Kontinentalverbandes genannt und (falls vorliegend) das Logo abgebildet.
Zurzeit sind 211 Verbände Mitglieder der FIFA. Die Nationalmannschaften dieser Verbände können an der Qualifikation zur Weltmeisterschaft teilnehmen und Spiele zwischen diesen Nationen werden als offizielle Länderspiele durch die FIFA anerkannt. Anhand dieser Resultate wird die FIFA-Weltrangliste aufgestellt, die Informationen über die Stärke der einzelnen Nationalmannschaften enthält.

## Übersicht der Kontinentalverbände
| Kontinent / Kontinentalverband                                                                                  | Abkürzung | Gründung | Mitglieder * | Logo |
| --- | --------- | -------- | ------------ | ---- |
| Asien / Asian Football Confederation                                                                            | AFC       | 1954     | 47 (1)       |      |
| Afrika / Confédération Africaine de Football                                                                    | CAF       | 1957     | 56 (2)       |      |
| Nord-, Zentralamerika, Karibik / Confederation of North and Central American and Caribbean Association Football | CONCACAF  | 1961     | 41 (6)       |      |
| Südamerika / Confederación Sudamericana de Fútbol                                                               | CONMEBOL  | 1916     | 10           |      |
| Ozeanien / Oceania Football Confederation                                                                       | OFC       | 1966     | 13 (2)       |      |
| Europa / Union of European Football Associations                                                                | UEFA      | 1954     | 55           |      |

* In Klammern: Assoziierte Mitglieder bzw. Nicht-Mitglieder der FIFA.

Karte mit der abgekürzten Bezeichnung und territorialen Ausdehnung der Kontinentalverbände

## AFC
47 Nationalverbände sind Mitglieder des asiatischen Fußballverbandes. Der AFC richtet seit 1956 die Fußball-Asienmeisterschaft (Asian Cup) aus. Aufgrund der Größe des asiatischen Kontinentes ist die AFC in fünf regionale Verbände aufgeteilt:
- West Asian Football Federation (WAFF): repräsentiert zwölf Nationen Westasiens.
- Central Asian Football Association (CAFA): repräsentiert sechs Nationen Zentralasiens.
- East Asian Football Federation (EAFF): repräsentiert zehn Nationen Ostasiens und dem Westpazifik.
- South Asian Football Federation (SAFF): repräsentiert sieben Nationen des indischen Subkontinents.
- ASEAN Football Federation (AFF): repräsentiert zwölf Nationen Südostasiens und Australien.

| Nationalmannschaft           | FIFA-Code | Verband                                               | Gründung    | Größte Erfolge                                                                                                  | Logo |
| ---------------------------- | --------- | ----------------------------------------------------- | ----------- | --- | ---- |
| Afghanistan                  | AFG       | Afghanistan Football Federation                       | 1933        | WM: Bisher keine Teilnahme Asian Cup: Bisher keine Teilnahme Südasienmeisterschaft: Zweiter 2011                |      |
| Australien                   | AUS       | Football Australia                                    | 1961        | WM: Achtelfinale 2006, 2022 Oceanian Cup: Sieger 1980, 1996, 2000, 2004 Asian Cup: Sieger 2015                  |      |
| Bahrain                      | BHR       | Bahrain Football Association                          | 1957        | WM: Bisher keine Teilnahme Asian Cup: Vierter Platz 2004                                                        |      |
| Bangladesch                  | BAN       | Bangladesh Football Federation                        | 1972        | WM: Bisher keine Teilnahme Asian Cup: Vorrunde 1980                                                             |      |
| Bhutan                       | BHU       | Bhutan Football Federation                            | 1983        | WM: Bisher keine Teilnahme Asian Cup: Bisher keine Teilnahme                                                    |      |
| Brunei                       | BRU       | National Football Association of Brunei Darussalam    | 1952 (2008) | WM: Bisher keine Teilnahme Asian Cup: Bisher keine Teilnahme                                                    |      |
| Chinesisch Taipeh            | TPE       | Chinese Taipei Football Association                   | 1924        | WM: Bisher keine Teilnahme Asian Cup: Dritter Platz 1960                                                        |      |
| Guam                         | GUM       | Guam Football Association                             | 1975        | WM: Bisher keine Teilnahme Asian Cup: Bisher keine Teilnahme                                                    |      |
| Hongkong                     | HKG       | The Hong Kong Football Association                    | 1914        | WM: Bisher keine Teilnahme Asian Cup: Dritter Platz 1956                                                        |      |
| Indien                       | IND       | All India Football Federation                         | 1937        | WM: Bisher keine Teilnahme Asian Cup: Zweiter Platz 1964                                                        |      |
| Indonesien                   | IDN       | Football Association of Indonesia                     | 1930        | WM: Achtelfinale 1938 (als Niederländisch-Indien) Asian Cup: Achtelfinale 2024                                  |      |
| Irak                         | IRQ       | Iraqi Football Association                            | 1948        | WM: Vorrunde 1986 Asian Cup: Sieg 2007                                                                          |      |
| Iran                         | IRN       | Football Federation Islamic Republic of Iran          | 1920        | WM: Vorrunde 1978, 1998, 2006, 2014, 2018 Asian Cup: Sieg 1968, 1972, 1976                                      |      |
| Japan                        | JPN       | Japan Football Association                            | 1921        | WM: Achtelfinale 2002, 2010, 2018 Asian Cup: Sieg 1992, 2000, 2004, 2011 Copa América: Vorrunde 2019            |      |
| Jemen                        | YEM       | Yemen Football Association                            | 1962        | WM: Bisher keine Teilnahme Asian Cup: Vorrunde 2019                                                             |      |
| Jordanien                    | JOR       | Jordan Football Association                           | 1949        | WM: Bisher keine Teilnahme Asian Cup: Zweiter Platz 2024                                                        |      |
| Kambodscha                   | CAM       | Football Federation of Cambodia                       | 1933        | WM: Bisher keine Teilnahme Asian Cup: Vierter Platz 1972                                                        |      |
| Katar                        | QAT       | Qatar Football Association                            | 1960        | WM: Vorrunde 2022 Asian Cup: Sieger 2019, 2024 CONCACAF Gold Cup: Halbfinale 2021 Copa América: Vorrunde 2019   |      |
| Kirgisistan                  | KGZ       | Football Federation of Kyrgyz Republic                | 1992        | WM: Bisher keine Teilnahme Asian Cup: Achtelfinale 2019                                                         |      |
| Kuwait                       | KUW       | Kuwait Football Association                           | 1952        | WM: Vorrunde 1982 Asian Cup: Sieg 1980                                                                          |      |
| Laos                         | LAO       | Fédération Lao de Football                            | 1951        | WM: Bisher keine Teilnahme Asian Cup: Bisher keine Teilnahme                                                    |      |
| Libanon                      | LBN       | Fédération Libanaise de Football Association          | 1933        | WM: Bisher keine Teilnahme Asian Cup: Vorrunde 2000, 2019, 2024                                                 |      |
| Macau                        | MAC       | Macau Football Association                            | 1939        | WM: Bisher keine Teilnahme Asian Cup: Bisher keine Teilnahme                                                    |      |
| Malaysia                     | MAS       | Football Association of Malaysia                      | 1933        | WM: Bisher keine Teilnahme Asian Cup: Vorrunde 1976, 1980, 2007, 2024                                           |      |
| Malediven                    | MDV       | Football Association of Maldives                      | 1982        | WM: Bisher keine Teilnahme Asian Cup: Bisher keine Teilnahme Südasienmeisterschaft: Sieger 2008, 2018           |      |
| Mongolei                     | MNG       | Mongolian Football Federation                         | 1959        | WM: Bisher keine Teilnahme Asian Cup: Bisher keine Teilnahme                                                    |      |
| Myanmar                      | MYA       | Myanmar Football Federation                           | 1947        | WM: Bisher keine Teilnahme Asian Cup: Zweiter Platz 1968                                                        |      |
| Nepal                        | NEP       | All Nepal Football Association                        | 1951        | WM: Bisher keine Teilnahme Asian Cup: Bisher keine Teilnahme                                                    |      |
| Nordkorea                    | PRK       | Fußballverband der Demokratischen Volksrepublik Korea | 1945        | WM: Viertelfinale 1966 Asian Cup: Vierter Platz 1980                                                            |      |
| Nördliche Marianen           | MNP       | Northern Mariana Islands Football Association         | 2005        | WM: Nicht teilgenommen, weil kein FIFA-Mitglied. Oceanian Cup: Nicht teilgenommen Asian Cup: Nicht teilgenommen |      |
| Oman                         | OMA       | Oman Football Association                             | 1978        | WM: Bisher keine Teilnahme Asian Cup: Achtelfinale 2019                                                         |      |
| Osttimor                     | TLS       | Federação Futebol Timor-Leste                         | 2002        | WM: Bisher keine Teilnahme Asian Cup: Bisher keine Teilnahme                                                    |      |
| Pakistan                     | PAK       | Pakistan Football Federation                          | 1947        | WM: Bisher keine Teilnahme Asian Cup: Bisher keine Teilnahme                                                    |      |
| Palästina                    | PLE       | Palestinian Football Association                      | 1962        | WM: Bisher keine Teilnahme Asian Cup: Vorrunde 2015, 2019                                                       |      |
| Philippinen                  | PHI       | Philippine Football Federation                        | 1907        | WM: Bisher keine Teilnahme Asian Cup: Vorrunde 2019                                                             |      |
| Saudi-Arabien                | KSA       | Saudi Arabian Football Federation                     | 1959        | WM: Achtelfinale 1994 Asian Cup: Sieg 1984, 1988, 1996                                                          |      |
| Singapur                     | SIN       | Football Association of Singapore                     | 1892        | WM: Bisher keine Teilnahme Asian Cup: Vorrunde 1984                                                             |      |
| Sri Lanka                    | SRI       | Football Federation of Sri Lanka                      | 1939        | WM: Bisher keine Teilnahme Asian Cup: Bisher keine Teilnahme                                                    |      |
| Südkorea                     | KOR       | Korea Football Association                            | 1928        | WM: Vierter Platz 2002 Asian Cup: Sieg 1956, 1960                                                               |      |
| Syrien                       | SYR       | Syrischer Arabischer Fußballverband                   | 1936        | WM: Bisher keine Teilnahme Asian Cup: Achtelfinale 2024                                                         |      |
| Tadschikistan                | TJK       | Tajikistan Football Federation                        | 1936        | WM: Qualifikation 2024 Asian Cup: Viertelfinale 2024                                                            |      |
| Thailand                     | THA       | Football Association of Thailand                      | 1916        | WM: Bisher keine Teilnahme Asian Cup: Dritter Platz 1972                                                        |      |
| Turkmenistan                 | TKM       | Türkmenistanyň Futbol Federasiýasy                    | 1992        | WM: Bisher keine Teilnahme Asian Cup: Vorrunde 2004, 2019                                                       |      |
| Usbekistan                   | UZB       | Oʻzbekiston Futbol Federatsiyasi                      | 1946        | WM: Bisher keine Teilnahme Asian Cup: Vierter Platz 2011                                                        |      |
| Vereinigte Arabische Emirate | UAE       | United Arab Emirates Football Association             | 1971        | WM: Vorrunde 1990 Asian Cup: Zweiter Platz 1996                                                                 |      |
| Vietnam                      | VIE       | Vietnam Football Federation                           | 1962        | WM: Bisher keine Teilnahme Asian Cup: Vierter Platz 1956, 1960                                                  |      |
| China                        | CHN       | Chinese Football Association                          | 1924        | WM: Vorrunde 2002 Asian Cup: Zweiter Platz 1984, 2004                                                           |      |

## CAF
Derzeit gehören 56 Nationalverbände dem afrikanischen Fußballverband Confédération Africaine de Football an, wobei zwei nicht Mitglied der FIFA sind. Aufgrund der Größe des afrikanischen Kontinentes ist die CAF in fünf regionale Verbände aufgeteilt:
- Union of North African Football Federations (UNAF): repräsentiert fünf Nationen Nordafrikas.
- West African Football Union (WAFU): repräsentiert sechzehn Nationen Westafrikas (seit 2011 in Zone A und B aufgeteilt).
- Union des Fédérations du Football d’Afrique Centrale (UNIFFAC): repräsentiert acht Nationen Zentralafrikas.
- Council for East and Central Africa Football Associations (CECAFA): repräsentiert zwölf Nationen Ost- und Zentralafrikas.
- Council of Southern Africa Football Associations (COSAFA): repräsentiert fünfzehn Nationen Südafrikas.

| Nationalmannschaft           | FIFA-Code | Verband                                                         | Gründung    | Größte Erfolge                                                                     | Logo                               |
| ---------------------------- | --------- | --------------------------------------------------------------- | ----------- | ---------------------------------------------------------------------------------- | ---------------------------------- |
| Ägypten                      | EGY       | Egyptian Football Association                                   | 1921        | WM: Achtelfinale 1934 Africa Cup: Sieg 1957, 1959, 1986, 1998, 2006, 2008, 2010    |                                    |
| Algerien                     | ALG       | Fédération Algérienne de Football                               | 1962        | WM: Achtelfinale 2014 Africa Cup: Sieg 1990, 2019                                  |                                    |
| Angola                       | ANG       | Federação Angolana de Futebol                                   | 1979        | WM: Vorrunde 2006 Africa Cup: Viertelfinale 1998, 2010                             |                                    |
| Äquatorialguinea             | EQG       | Federación Ecuatoguineana de Fútbol                             | 1960        | WM: Bisher keine Teilnahme Africa Cup: 4. Platz 2015                               |                                    |
| Äthiopien                    | ETH       | Ethiopian Football Federation                                   | 1943        | WM: Bisher keine Teilnahme Africa Cup: Sieg 1962                                   |                                    |
| Benin                        | BEN       | Fédération Béninoise de Football                                | 1962        | WM: Bisher keine Teilnahme Africa Cup: Viertelfinale 2019                          |                                    |
| Botswana                     | BOT       | Botswana Football Association                                   | 1970        | WM: Bisher keine Teilnahme Africa Cup: Vorrunde 2012                               |                                    |
| Burkina Faso                 | BFA       | Fédération Burkinabè de Football                                | 1960        | WM: Bisher keine Teilnahme Africa Cup: Zweiter Platz 2013                          |                                    |
| Burundi                      | BDI       | Fédération de Football du Burundi                               | 1948        | WM: Bisher keine Teilnahme Africa Cup: Vorrunde 2019                               |                                    |
| Dschibuti                    | DJI       | Fédération Djiboutienne de Football                             | 1979        | WM: Bisher keine Teilnahme Africa Cup: Bisher keine Teilnahme                      |                                    |
| Elfenbeinküste               | CIV       | Fédération Ivoirienne de Football                               | 1960        | WM: Vorrunde 2006, 2010, 2014 Africa Cup: Sieg 1992, 2015, 2024                    |                                    |
| Eritrea                      | ERI       | Eritrean National Football Federation                           | 1992        | WM: Bisher keine Teilnahme Africa Cup: Bisher keine Teilnahme                      |                                    |
| Eswatini                     | SWZ       | Eswatini Football Association                                   | 1930        | WM: Bisher keine Teilnahme Africa Cup: Bisher keine Teilnahme                      |                                    |
| Gabun                        | GAB       | Fédération Gabonaise de Football                                | 1962        | WM: Bisher keine Teilnahme Africa Cup: Viertelfinale 1996, 2012                    |                                    |
| Gambia                       | GAM       | Gambia Football Federation                                      | 1952        | WM: Bisher keine Teilnahme Africa Cup: Viertelfinale 2022                          |                                    |
| Ghana                        | GHA       | Ghana Football Association                                      | 1957        | WM: Viertelfinale 2010 Africa Cup: Sieg 1963, 1965, 1978, 1982                     |                                    |
| Guinea                       | GUI       | Fédération Guinéenne de Football                                | 1960        | WM: Bisher keine Teilnahme Africa Cup: Zweiter Platz 1976                          |                                    |
| Guinea-Bissau                | GNB       | Federação de Futebol da Guiné-Bissau                            | 1974        | WM: Bisher keine Teilnahme Africa Cup: Vorrunde 2017, 2019, 2024                   |                                    |
| Kamerun                      | CMR       | Fédération Camerounaise de Football                             | 1959        | WM: Viertelfinale 1990 Africa Cup: Sieg 1984, 1988, 2000, 2002, 2017               |                                    |
| Kap Verde                    | CPV       | Federação Caboverdiana de Futebol                               | 1982        | WM: Bisher keine Teilnahme Africa Cup: Viertelfinale 2013, 2024                    |                                    |
| Kenia                        | KEN       | Football Kenya Federation                                       | 2012 (1960) | WM: Bisher keine Teilnahme Africa Cup: Vorrunde 1972, 1988, 1990, 1992, 2004, 2019 |                                    |
| Komoren                      | COM       | Fédération Comorienne de Football                               | 1979        | WM: Bisher keine Teilnahme Africa Cup: Achtelfinale 2022                           |                                    |
| Demokratische Republik Kongo | COD       | Fédération Congolaise de Football-Association                   | 1919        | WM: Vorrunde 1974 (als Zaire) Africa Cup: Sieg 1968, 1974                          |                                    |
| Lesotho                      | LES       | Lesotho Football Association                                    | 1932        | WM: Bisher keine Teilnahme Africa Cup: Bisher keine Teilnahme                      |                                    |
| Liberia                      | LBR       | Liberia Football Association                                    | 1936        | WM: Bisher keine Teilnahme Africa Cup: Vorrunde 1996, 2002                         |                                    |
| Libyen                       | LBY       | Libyan Football Federation                                      | 1962        | WM: Bisher keine Teilnahme Africa Cup: Zweiter Platz 1982                          |                                    |
| Madagaskar                   | MAD       | Fédération Malagasy de Football                                 | 1961        | WM: Bisher keine Teilnahme Africa Cup: Viertelfinale 2019                          |                                    |
| Malawi                       | MWI       | Football Association of Malawi                                  | 1966        | WM: Bisher keine Teilnahme Africa Cup: Achtelfinale 2022                           |                                    |
| Mali                         | MLI       | Fédération Malienne de Football                                 | 1960        | WM: Bisher keine Teilnahme Africa Cup: Zweiter Platz 1972                          |                                    |
| Marokko                      | MAR       | Fédération Royale Marocaine de Football                         | 1955        | WM: Vierter Platz 2022 Africa Cup: Sieg 1976                                       |                                    |
| Mauretanien                  | MTN       | Fédération de Football de la République Islamique de Mauritanie | 1961        | WM: Bisher keine Teilnahme Africa Cup: Achtelfinale 2024                           |                                    |
| Mauritius                    | MRI       | Mauritius Football Association                                  | 1952        | WM: Bisher keine Teilnahme Africa Cup: Vorrunde 1974                               |                                    |
| Mosambik                     | MOZ       | Federação Moçambicana de Futebol                                | 1976        | WM: Bisher keine Teilnahme Africa Cup: Vorrunde 1986, 1996, 1998, 2010, 2024       |                                    |
| Namibia                      | NAM       | Namibia Football Association                                    | 1990        | WM: Bisher keine Teilnahme Africa Cup: Vorrunde 1998, 2008, 2019                   |                                    |
| Niger                        | NIG       | Fédération Nigérienne de Football                               | 1967        | WM: Bisher keine Teilnahme Africa Cup: Vorrunde 2012, 2013                         |                                    |
| Nigeria                      | NGA       | Nigeria Football Federation                                     | 1945        | WM: Achtelfinale 1994, 1998, 2014 Africa Cup: Sieg 1980, 1994, 2013                |                                    |
| Republik Kongo               | CGO       | Fédération Congolaise de Football                               | 1962        | WM: Bisher keine Teilnahme Africa Cup: Sieg 1972                                   |                                    |
| Réunion                      | REU       | Ligue Réunionnaise de Football                                  | 1956        | WM: Nicht teilgenommen, weil kein FIFA-Mitglied. Africa Cup: Nicht qualifiziert    |                                    |
| Ruanda                       | RWA       | Fédération Rwandaise de Football Association                    | 1972        | WM: Bisher keine Teilnahme Africa Cup: Vorrunde 2004                               |                                    |
| Sambia                       | ZAM       | Football Association of Zambia                                  | 1929        | WM: Bisher keine Teilnahme Africa Cup: Sieg 2012                                   |                                    |
| Sansibar                     | ZAN       | Zanzibar Football Association                                   | 1926        | WM: Nicht teilgenommen, weil kein FIFA-Mitglied. Africa Cup: Nicht qualifiziert    |                                    |
| Sao Tomé e Príncipe          | STP       | Federação Santomense de Futebol                                 | 1975        | WM: Bisher keine Teilnahme Africa Cup: Bisher keine Teilnahme                      |                                    |
| Senegal                      | SEN       | Fédération Sénégalaise de Football                              | 1960        | WM: Viertelfinale 2002 Africa Cup: Sieg 2022                                       |                                    |
| Seychellen                   | SEY       | Seychelles Football Federation                                  | 1979        | WM: Bisher keine Teilnahme Africa Cup: Bisher keine Teilnahme                      |                                    |
| Sierra Leone                 | SLE       | Sierra Leone Football Association                               | 1967        | WM: Bisher keine Teilnahme Africa Cup: Vorrunde 1994, 1996                         |                                    |
| Simbabwe                     | ZIM       | Zimbabwe Football Association                                   | 1965        | WM: Bisher keine Teilnahme Africa Cup: Vorrunde 2004, 2006, 2017, 2019             |                                    |
| Somalia                      | SOM       | Somali Football Federation                                      | 1969        | WM: Bisher keine Teilnahme Africa Cup: Bisher keine Teilnahme                      |                                    |
| Südafrika                    | RSA       | South African Football Association                              | 1936        | WM: Vorrunde 1998, 2002, 2010 Africa Cup: Sieg 1996                                |                                    |
| Sudan                        | SDN       | Sudan Football Association                                      | 1968        | WM: Bisher keine Teilnahme Africa Cup: Sieg 1970                                   |                                    |
| Südsudan                     | SSD       | South Sudan Football Association                                | 2011        | WM: Bisher keine Teilnahme Africa Cup: Nicht qualifiziert                          |                                    |
| Tansania                     | TAN       | Tanzania Football Federation                                    | 1930        | WM: Bisher keine Teilnahme Africa Cup: Vorrunde 1980, 2019                         | , 2024style="text-align:center" \| |
| Togo                         | TOG       | Fédération Togolaise de Football                                | 1954        | WM: Vorrunde 2006 Africa Cup: Viertelfinale 2013                                   |                                    |
| Tschad                       | CHA       | Fédération Tchadienne de Football Association                   | 1962        | WM: Bisher keine Teilnahme Africa Cup: Bisher keine Teilnahme                      |                                    |
| Tunesien                     | TUN       | Fédération Tunisienne de Football                               | 1956        | WM: Vorrunde 1978, 1998, 2002, 2006 Africa Cup: Sieger 2004                        |                                    |
| Uganda                       | UGA       | Federation of Uganda Football Associations                      | 1924        | WM: Bisher keine Teilnahme Africa Cup: Zweiter Platz 1978                          |                                    |
| Zentralafrikanische Republik | CTA       | Fédération Centrafricaine de Football                           | 1961        | WM: Bisher keine Teilnahme Africa Cup: Bisher keine Teilnahme                      |                                    |

## CONCACAF
Dem CONCACAF-Fußballverband gehören 41 Nationen an. Der Verband richtet seit 1963 den CONCACAF Gold Cup (bis 1991 CONCACAF Nations Cup) aus. Der Verband hat zwei Regionalverbände:
- Caribbean Football Union (CFU): repräsentiert alle Nationen der Karibik.
- Unión Centroamericana de Fútbol (UNCAF): repräsentiert die Nationen Zentralamerikas.

| Nationalmannschaft             | FIFA-Code | Verband                                            | Gründung | Größte Erfolge | Logo |
| ------------------------------ | --------- | -------------------------------------------------- | -------- | --- | ---- |
| Amerikanische Jungferninseln   | VIR       | U.S. Virgin Islands Soccer Federation              | 1989     | WM: Bisher keine Teilnahme Gold-Cup: Bisher keine Teilnahme                                                                                          |      |
| Anguilla                       | AIA       | Anguilla Football Association                      | 1990     | WM: Bisher keine Teilnahme Gold-Cup: Bisher keine Teilnahme                                                                                          |      |
| Antigua und Barbuda            | ATG       | Antigua and Barbuda Football Association           | 1928     | WM: Bisher keine Teilnahme Gold-Cup: Bisher keine Teilnahme                                                                                          |      |
| Aruba                          | ARU       | Arubaanse Voetbal Bond                             | 1932     | WM: Bisher keine Teilnahme Gold-Cup: Bisher keine Teilnahme                                                                                          |      |
| Bahamas                        | BAH       | Bahamas Football Association                       | 1967     | WM: Bisher keine Teilnahme Gold-Cup: Bisher keine Teilnahme                                                                                          |      |
| Barbados                       | BRB       | Barbados Football Association                      | 1910     | WM: Bisher keine Teilnahme Gold-Cup: Bisher keine Teilnahme                                                                                          |      |
| Belize                         | BLZ       | Football Federation of Belize                      | 1980     | WM: Bisher keine Teilnahme Gold-Cup: Vorrunde 2013                                                                                                   |      |
| Bermuda                        | BER       | Bermuda Football Association                       | 1928     | WM: Bisher keine Teilnahme Gold-Cup: Vorrunde 2019                                                                                                   |      |
| Britische Jungferninseln       | VGB       | British Virgin Islands Football Association        | 1974     | WM: Bisher keine Teilnahme Gold-Cup: Bisher keine Teilnahme                                                                                          |      |
| Bonaire                        | BON       | Federashon Futbòl Boneriano                        | 1960     | WM: Nicht teilgenommen, weil kein FIFA-Mitglied. Gold-Cup: Nicht qualifiziert                                                                        |      |
| Costa Rica                     | CRC       | Federación Costarricense de Fútbol                 | 1921     | WM: Viertelfinale 2014 Gold-Cup: Titel 1963, 1969, 1989 Copa América: Viertelfinale 2001, 2004                                                       |      |
| Curaçao                        | CUW       | Federashon Futbòl Kòrsou                           | 1921     | WM: Bisher keine Teilnahme Gold-Cup: 3. Platz 1963, 1969                                                                                             |      |
| Dominica                       | DMA       | Dominica Football Association                      | 1970     | WM: Bisher keine Teilnahme Gold-Cup: Bisher keine Teilnahme                                                                                          |      |
| Dominikanische Republik        | DOM       | Federación Dominicana de Fútbol                    | 1953     | WM: Bisher keine Teilnahme Gold-Cup: Bisher keine Teilnahme                                                                                          |      |
| El Salvador                    | SLV       | Federación Salvadoreña de Fútbol                   | 1935     | WM: Vorrunde 1970, 1982 Gold-Cup: 2. Platz 1963, 1981                                                                                                |      |
| Französisch-Guayana            | GYF       | Ligue de Football de La Guyane Française           | 1962     | WM: Nicht teilgenommen, weil kein FIFA-Mitglied. Gold-Cup: Vorrunde 2017                                                                             |      |
| Grenada                        | GRN       | Grenada Football Association                       | 1924     | WM: Bisher keine Teilnahme Gold-Cup: Vorrunde 2009, 2011, 2021                                                                                       |      |
| Guadeloupe                     | GPE       | Ligue Guadeloupéenne de Football                   | 1961     | WM: Nicht teilgenommen, weil kein FIFA-Mitglied. Gold-Cup: Halbfinale 2007                                                                           |      |
| Guatemala                      | GUA       | Federación Nacional de Fútbol de Guatemala         | 1919     | WM: Bisher keine Teilnahme Gold-Cup: Titel 1967 |      |
| Guyana                         | GUY       | Guyana Football Federation                         | 1902     | WM: Bisher keine Teilnahme Gold-Cup: Vorrunde 2019                                                                                                   |      |
| Haiti                          | HAI       | Fédération Haïtienne de Football                   | 1904     | WM: Vorrunde 1974 Gold-Cup: Titel 1973 Copa América: Vorrunde 2016                                                                                   |      |
| Honduras                       | HON       | Federación Nacional Autónoma de Fútbol de Honduras | 1951     | WM: Vorrunde 1982, 2010, 2014 Gold-Cup: Titel 1981 Copa América: Dritter Platz 2001                                                                  |      |
| Jamaika                        | JAM       | Jamaica Football Federation                        | 1910     | WM: Vorrunde 1998 Gold-Cup: Finale 2015, 2017 Copa América: Vorrunde 2015, 2016, 2024                                                                |      |
| Kaimaninseln                   | CAY       | Cayman Islands Football Association                | 1966     | WM: Bisher keine Teilnahme Gold-Cup: Bisher keine Teilnahme                                                                                          |      |
| Kanada                         | CAN       | Canadian Soccer Association                        | 1912     | WM: Vorrunde 1986 Gold-Cup: Titel 1985, 2000 Copa América: Vierter 2024                                                                              |      |
| Kuba                           | CUB       | Asociación de Fútbol de Cuba                       | 1924     | WM: Viertelfinale 1938 Gold-Cup: Viertelfinale 2003, 2013, 2015                                                                                      |      |
| Martinique                     | MTQ       | Ligue de football de la Martinique                 | 1953     | WM: Nicht teilgenommen, weil kein FIFA-Mitglied. Gold-Cup: Viertelfinale 2002                                                                        |      |
| Mexiko                         | MEX       | Federación Mexicana de Fútbol Asociación           | 1927     | WM: Viertelfinale 1970, 1986 Gold-Cup: Titel 1965, 1971, 1977, 1993, 1996, 1998, 2003, 2009, 2011, 2015, 2019, 2023 Copa América: Zweiter 1993, 2001 |      |
| Montserrat                     | MSR       | Montserrat Football Association                    | 1973     | WM: Bisher keine Teilnahme Gold-Cup: Bisher keine Teilnahme                                                                                          |      |
| Nicaragua                      | NCA       | Federación Nicaragüense de Fútbol                  | 1931     | WM: Bisher keine Teilnahme Gold-Cup: 6. Platz 1967                                                                                                   |      |
| Panama                         | PAN       | Federación Panameña de Fútbol                      | 1937     | WM: Vorrunde 2018 Gold-Cup: Finale 2005, 2013, 2023 Copa América: Viertelfinale 2024                                                                 |      |
| Puerto Rico                    | PUR       | Federación Puertorriqueña de Fútbol                | 1940     | WM: Bisher keine Teilnahme Gold-Cup: Bisher keine Teilnahme                                                                                          |      |
| Saint-Martin                   | SMT       | Comité de Football de Saint-Martin                 | 1999     | WM: Nicht teilgenommen, weil kein FIFA-Mitglied. Gold-Cup: Bisher keine Teilnahme                                                                    |      |
| Sint Maarten                   | SXM       | Sint Maarten Soccer Association                    | 1986     | WM: Nicht teilgenommen, weil kein FIFA-Mitglied. Gold-Cup: Bisher keine Teilnahme                                                                    |      |
| St. Kitts und Nevis            | SKN       | St. Kitts and Nevis Football Association           | 1932     | WM: Bisher keine Teilnahme Gold-Cup: Vorrunde 2023                                                                                                   |      |
| St. Lucia                      | LCA       | St. Lucia Football Association                     | 1979     | WM: Bisher keine Teilnahme Gold-Cup: Bisher keine Teilnahme                                                                                          |      |
| St. Vincent und die Grenadinen | VIN       | St. Vincent and The Grenadines Football Federation | 1979     | WM: Bisher keine Teilnahme Gold-Cup: Vorrunde 1996                                                                                                   |      |
| Suriname                       | SUR       | Surinaamse Voetbal Bond                            | 1920     | WM: Bisher keine Teilnahme Gold-Cup: Vorrunde 1977, 2021                                                                                             |      |
| Trinidad und Tobago            | TRI       | Trinidad and Tobago Football Association           | 1908     | WM: Vorrunde 2006 Gold-Cup: 2. Platz 1973, Halbfinale 2000                                                                                           |      |
| Turks- und Caicosinseln        | TCA       | Turks and Caicos Islands Football Association      | 1996     | WM: Bisher keine Teilnahme Gold-Cup: Bisher keine Teilnahme                                                                                          |      |
| USA                            | USA       | United States Soccer Federation                    | 1913     | WM: Dritter Platz 1930 Gold-Cup: Titel 1991, 2002, 2005, 2007, 2017, 2021 Copa América: Vierter Platz 1995, 2016                                     |      |

## CONMEBOL
Mit zehn Mitgliedern ist die CONMEBOL, die Südamerika umfasst, der kleinste Kontinentalverband der FIFA. Der Verband richtet seit 1916 die Copa América (Copa) aus.
| Nationalmannschaft | FIFA-Code | Verband                            | Gründung | Größte Erfolge | Logo |
| ------------------ | --------- | ---------------------------------- | -------- | --- | ---- |
| Argentinien        | ARG       | Asociación del Fútbol Argentino    | 1893     | WM: Sieg 1978, 1986, 2022 Copa: Sieg 1921, 1925, 1927, 1929, 1937, 1941, 1945, 1946, 1947, 1955, 1957, 1959, 1991, 1993, 2021, 2024 |      |
| Bolivien           | BOL       | Federación Boliviana de Fútbol     | 1925     | WM: Vorrunde 1930, 1950, 1994 Copa: Sieg 1963                                                                                       |      |
| Brasilien          | BRA       | Confederação Brasileira de Futebol | 1914     | WM: Sieg 1958, 1962, 1970, 1994, 2002 Copa: Sieg 1919, 1922, 1949, 1989, 1997, 1999, 2004, 2007, 2019                               |      |
| Chile              | CHI       | Federación de Fútbol de Chile      | 1895     | WM: Dritter Platz 1962 Copa: Sieg 2015, Centenario 2016                                                                             |      |
| Ecuador            | ECU       | Federación Ecuatoriana de Fútbol   | 1925     | WM: Achtelfinale 2006 Copa: Vierter Platz 1959, 1993                                                                                |      |
| Kolumbien          | COL       | Federación Colombiana de Fútbol    | 1924     | WM: Viertelfinale 2014 Copa: Sieg 2001                                                                                              |      |
| Paraguay           | PAR       | Asociación Paraguaya de Fútbol     | 1906     | WM: Viertelfinale 2010 Copa: Sieg 1953, 1979                                                                                        |      |
| Peru               | PER       | Federación Peruana de Fútbol       | 1922     | WM: Viertelfinale 1970, Zwischenrunde 1978 Copa: Sieg 1939, 1975                                                                    |      |
| Uruguay            | URU       | Asociación Uruguaya de Fútbol      | 1900     | WM: Sieg 1930, 1950 Copa: Sieg 1916, 1917, 1920, 1923, 1924, 1926, 1935, 1942, 1956, 1959, 1967, 1983, 1987, 1995, 2011             |      |
| Venezuela          | VEN       | Federación Venezolana de Fútbol    | 1926     | WM: Bisher keine Teilnahme Copa: Vierter Platz 2011                                                                                 |      |

## OFC
Der OFC gehören 13 Nationalverbände in Ozeanien an. Der Verband richtet seit 1973 die Fußball-Ozeanienmeisterschaft aus.
| Nationalmannschaft | FIFA-Code | Verband                               | Gründung | Größte Erfolge                                                               | Logo |
| ------------------ | --------- | ------------------------------------- | -------- | ---------------------------------------------------------------------------- | ---- |
| Amerikanisch-Samoa | ASA       | Football Federation American Samoa    | 1984     | WM: Bisher keine Teilnahme OFC Cup: Bisher keine Teilnahme                   |      |
| Cookinseln         | COK       | Cook Islands Football Association     | 1971     | WM: Bisher keine Teilnahme OFC Cup: Vorrunde 1998, 2000                      |      |
| Fidschi            | FIJ       | Fiji Football Association             | 1961     | WM: Bisher keine Teilnahme OFC Cup: Dritter Platz 1998, 2008                 |      |
| Kiribati           | KIR       | Kiribati Islands Football Federation  | 1980     | WM: Nicht teilgenommen, weil kein FIFA-Mitglied. OFC Cup: Nicht teilgenommen |      |
| Neukaledonien      | NCL       | Fédération Calédonienne de Football   | 1928     | WM: Bisher keine Teilnahme OFC Cup: Zweiter Platz 2008, 2012                 |      |
| Neuseeland         | NZL       | New Zealand Football                  | 1891     | WM: Vorrunde 1982, 2010 OFC Cup: Sieg 1973, 1998, 2008, 2016, 2024           |      |
| Papua-Neuguinea    | PNG       | Papua New Guinea Football Association | 1962     | WM: Bisher keine Teilnahme OFC Cup: Zweiter Platz 2016                       |      |
| Salomonen          | SOL       | Solomon Islands Football Federation   | 1978     | WM: Bisher keine Teilnahme OFC Cup: Zweiter Platz 2004                       |      |
| Samoa              | SAM       | Football Federation Samoa             | 1968     | WM: Bisher keine Teilnahme OFC Cup: Vorrunde 2012, 2016, 2024                |      |
| Tahiti             | TAH       | Fédération Tahitienne de Football     | 1938     | WM: Bisher keine Teilnahme OFC Cup: Sieg 2012                                |      |
| Tonga              | TGA       | Tonga Football Association            | 1965     | WM: Bisher keine Teilnahme OFC Cup: Bisher keine Teilnahme                   |      |
| Tuvalu             | TUV       | Tuvalu National Football Association  | 1976     | WM: Nicht teilgenommen, weil kein FIFA-Mitglied. OFC Cup: Nicht qualifiziert |      |
| Vanuatu            | VAN       | Vanuatu Football Federation           | 1934     | WM: Bisher keine Teilnahme OFC Cup: Zweiter Platz 2024                       |      |

## UEFA
55 Nationalverbände in Europa sind Mitglied der UEFA. Die UEFA richtet seit 1960 die Fußball-Europameisterschaft (EM) aus.
| Nationalmannschaft      | FIFA-Code | Verband                                        | Gründung | Größte Erfolge                                                                          | Logo |
| ----------------------- | --------- | ---------------------------------------------- | -------- | --------------------------------------------------------------------------------------- | ---- |
| Albanien                | ALB       | Federata Shqiptare e Futbollit                 | 1930     | WM: Bisher keine Teilnahme EM: Vorrunde 2016, 2024                                      |      |
| Andorra                 | AND       | Federació Andorrana de Futbol                  | 1994     | WM: Bisher keine Teilnahme EM: Bisher keine Teilnahme                                   |      |
| Armenien                | ARM       | Hajastani futboli federazia                    | 1992     | WM: Bisher keine Teilnahme EM: Bisher keine Teilnahme                                   |      |
| Aserbaidschan           | AZE       | Azərbaycan Futbol Federasiyaları Assosiasiyası | 1992     | WM: Bisher keine Teilnahme EM: Bisher keine Teilnahme                                   |      |
| Belarus                 | BLR       | Belaruskaja Federazyja Futbola                 | 1989     | WM: Bisher keine Teilnahme EM: Bisher keine Teilnahme                                   |      |
| Belgien                 | BEL       | Koninklijke Belgische Voetbalbond              | 1895     | WM: Dritter Platz 2018 EM: Zweiter Platz 1980                                           |      |
| Bosnien und Herzegowina | BIH       | Nogometni/Fudbalski Savez Bosne i Hercegovine  | 1992     | WM: Vorrunde 2014 EM: Bisher keine Teilnahme                                            |      |
| Bulgarien               | BUL       | Bulgarski futbolen Sojus                       | 1923     | WM: Vierter Platz 1994 EM: Vorrunde 1996, 2004                                          |      |
| Dänemark                | DEN       | Dansk Boldspil-Union                           | 1889     | WM: Viertelfinale 1998 EM: Sieg 1992                                                    |      |
| Deutschland             | GER       | Deutscher Fußball-Bund                         | 1900     | WM: Sieg 1954, 1974, 1990, 2014 EM: Sieg 1972, 1980, 1996                               |      |
| England                 | ENG       | The Football Association                       | 1863     | WM: Sieg 1966 EM: Zweiter Platz 2021, 2024                                              |      |
| Estland                 | EST       | Eesti Jalgpalli Liit                           | 1921     | WM: Bisher keine Teilnahme EM: Bisher keine Teilnahme                                   |      |
| Färöer                  | FRO       | Fótbóltssamband Føroya                         | 1979     | WM:Bisher keine Teilnahme EM: Bisher keine Teilnahme                                    |      |
| Finnland                | FIN       | Suomen Palloliitto                             | 1907     | WM: Bisher keine Teilnahme EM: Vorrunde 2021                                            |      |
| Frankreich              | FRA       | Fédération Française de Football               | 1919     | WM: Sieg 1998, 2018 EM: Sieg 1984, 2000                                                 |      |
| Georgien                | GEO       | Sakartwelos Pechburtis Pederazis               | 1936     | WM: Bisher keine Teilnahme EM: Achtelfinale 2024                                        |      |
| Gibraltar               | GIB       | Gibraltar Football Association                 | 1895     | WM: Bisher keine Teilnahme EM: Bisher keine Teilnahme                                   |      |
| Griechenland            | GRE       | Elliniki Podosferiki Omospondia                | 1926     | WM: Achtelfinale 2014 EM: Sieg 2004                                                     |      |
| Irland                  | IRL       | Football Association of Ireland                | 1921     | WM: Viertelfinale 1990 EM: Achtelfinale 2016                                            |      |
| Island                  | ISL       | Knattspyrnusamband Íslands                     | 1947     | WM: Vorrunde 2018 EM: Viertelfinale 2016                                                |      |
| Israel                  | ISR       | Israel Football Association                    | 1928     | WM: Vorrunde 1970 EM: Bisher keine Teilnahme Asian Cup: Asienmeister 1964               |      |
| Italien                 | ITA       | Federazione Italiana Giuoco Calcio             | 1898     | WM: Sieg 1934, 1938, 1982, 2006 EM: Sieg 1968, 2021                                     |      |
| Kasachstan              | KAZ       | Qasaqstannyng Futbol Federazijassy             | 1914     | WM: Bisher keine Teilnahme EM: Bisher keine Teilnahme Asian Cup: Bisher keine Teilnahme |      |
| Kosovo                  | KOS       | Federata e Futbollit e Kosovës                 | 2000     | WM: Bisher keine Teilnahme EM: Bisher keine Teilnahme                                   |      |
| Kroatien                | CRO       | Hrvatski nogometni savez                       | 1912     | WM: Zweiter Platz 2018 EM: Viertelfinale 1996, 2008                                     |      |
| Lettland                | LVA       | Latvijas Futbola federācija                    | 1921     | WM: Bisher keine Teilnahme EM: Vorrunde 2004                                            |      |
| Liechtenstein           | LIE       | Liechtensteiner Fussballverband                | 1934     | WM: Bisher keine Teilnahme EM: Bisher keine Teilnahme                                   |      |
| Litauen                 | LTU       | Lietuvos futbolo federacija                    | 1922     | WM: Bisher keine Teilnahme EM: Bisher keine Teilnahme                                   |      |
| Luxemburg               | LUX       | Fédération Luxembourgeoise de Football         | 1908     | WM: Bisher keine Teilnahme EM: Bisher keine Teilnahme                                   |      |
| Malta                   | MLT       | Malta Football Association                     | 1900     | WM: Bisher keine Teilnahme EM: Bisher keine Teilnahme                                   |      |
| Moldau                  | MDA       | Federația Moldovenească de Fotbal              | 1990     | WM: Bisher keine Teilnahme EM: Bisher keine Teilnahme                                   |      |
| Montenegro              | MNE       | Fudbalski savez Crne Gore                      | 1931     | WM: Bisher keine Teilnahme EM: Bisher keine Teilnahme                                   |      |
| Niederlande             | NED       | Koninklijke Nederlandse Voetbal Bond           | 1889     | WM: Zweiter Platz 1974, 1978, 2010 EM: Sieg 1988                                        |      |
| Nordirland              | NIR       | Irish Football Association                     | 1880     | WM: Viertelfinale 1958, Zwischenrunde 1982 EM: Achtelfinale 2016                        |      |
| Nordmazedonien          | MKD       | Fudbalska Federacija na Makedonija             | 1949     | WM: Bisher keine Teilnahme EM: Vorrunde 2021                                            |      |
| Norwegen                | NOR       | Norges Fotballforbund                          | 1902     | WM: Achtelfinale 1998 EM: Gruppenphase 2000                                             |      |
| Österreich              | AUT       | Österreichischer Fußball-Bund                  | 1904     | WM: Dritter Platz 1954 EM: Viertelfinale 1960                                           |      |
| Polen                   | POL       | Polski Związek Piłki Nożnej                    | 1919     | WM: Dritter Platz 1974, 1982 EM: Viertelfinale 2016                                     |      |
| Portugal                | POR       | Federação Portuguesa de Futebol                | 1914     | WM: Dritter Platz 1966 EM: Sieg 2016                                                    |      |
| Rumänien                | ROU       | Federația Română de Fotbal                     | 1909     | WM: Viertelfinale 1994 EM: Viertelfinale 2000                                           |      |
| Russland                | RUS       | Rossijski Futbolny Sojus                       | 1912     | WM: Vierter 1966 EM: Sieger 1960                                                        |      |
| San Marino              | SMR       | Federazione Sammarinese Giuoco Calcio          | 1931     | WM: Bisher keine Teilnahme EM: Bisher keine Teilnahme                                   |      |
| Schottland              | SCO       | Scottish Football Association                  | 1873     | WM: Erste Finalrunde 1974, 1978 EM: Vorrunde 1996, 2021, 2024                           |      |
| Schweden                | SWE       | Svenska Fotbollförbundet                       | 1904     | WM: Zweiter Platz 1958 EM: Halbfinale 1992                                              |      |
| Schweiz                 | SUI       | Schweizerischer Fussballverband                | 1895     | WM: Viertelfinale 1934, 1938, 1954 EM: Viertelfinale 2021, 2024                         |      |
| Serbien                 | SRB       | Fudbalski savez Srbije                         | 1919     | WM: Vorrunde 2010, 2018 EM: Vorrunde 2024                                               |      |
| Slowakei                | SVK       | Slovenský futbalový zväz                       | 1938     | WM: Zweiter Platz 1934, 1962, Achtelfinale 2010 (als Slowakei) EM: Sieg 1976            |      |
| Slowenien               | SVN       | Nogometna zveza Slovenije                      | 1920     | WM: Vorrunde 2002, 2010 EM: Achtelfinale 2024                                           |      |
| Spanien                 | ESP       | Real Federación Española de Fútbol             | 1913     | WM: Sieg 2010 EM: Sieg 1964, 2008, 2012, 2024                                           |      |
| Tschechien              | CZE       | Fotbalová asociace České republiky             | 1901     | WM: Zweiter Platz 1934, 1962 EM: Sieg 1976 Zweiter 1996 (als Tschechien)                |      |
| Türkei                  | TUR       | Türkiye Futbol Federasyonu                     | 1923     | WM: Dritter Platz 2002 EM: Halbfinale 2008                                              |      |
| Ukraine                 | UKR       | Federazija Futbolu Ukrajiny                    | 1991     | WM: Viertelfinale 2006 EM: Viertelfinale 2021                                           |      |
| Ungarn                  | HUN       | Magyar Labdarúgó Szövetség                     | 1901     | WM: Zweiter Platz 1938, 1954 EM: Dritter Platz 1964                                     |      |
| Wales                   | WAL       | Football Association of Wales                  | 1876     | WM: Viertelfinale 1958 EM: Halbfinale 2016                                              |      |
| Zypern                  | CYP       | Cyprus Football Association                    | 1934     | WM: Bisher keine Teilnahme EM: Bisher keine Teilnahme                                   |      |

## Auswahlmannschaften von nicht-assoziierten Verbänden souveräner Staaten
Die folgenden Nationalmannschaften repräsentieren souveräne, von den Vereinten Nationen anerkannte Staaten, deren Verbände aber weder Mitglied der FIFA noch eines Kontinentalverbandes sind:
- Föderierte Staaten von Mikronesien – Federated States of Micronesia Football Association
- Marshallinseln – Marshall Islands Soccer Federation
- Monaco – Fédération Monégasque de Football
- Nauru – Nauru Amateur Soccer Association
- Palau – Palau Football Association
- Vatikanstadt – Federazione Vaticanese Giuoco Calcio

## Teams von nicht-anerkannten oder nicht-souveränen Nationen
- Abchasien
- Åland
- Alderney
- Baskenland
- Falklandinseln
- Galicien
- Grönland
- Guernsey
- Isle of Man
- Jersey
- Katalonien
- Autonome Region Kurdistan
- Mayotte
- Niue
- Okzitanien
- Padanien
- Saint-Pierre und Miquelon
- Sark
- Shetlandinseln
- Somaliland
- Südossetien
- Tibet
- Türkische Republik Nordzypern
- Wallis und Futuna
- Westsahara
- Westaustralien

## Andere Verbände
- CONIFA
- NF-Board

## Ehemalige Nationalmannschaften
| Nationalmannschaft           | FIFA-Code | Zeitraum              | Verband                              | Logo | Anmerkungen |
| ---------------------------- | --------- | --------------------- | ------------------------------------ | ---- | --- |
| DDR                          | GDR       | 1952–1990             | Deutscher Fußball-Verband            |      | Wurde der deutschen Fußballnationalmannschaft angegliedert. |
| Großbritannien               | GB        | 1908–1956 1972 / 2012 | British Olympic Association          |      | Gemeinsame Amateur-Auswahl aller vier britischen Fifa-Mitglieder für die Teilnahme an Olympischen Fußballbewerben. Spiele werden von der FIFA bis einschließlich 1956 als vollwertige A-Länderspiele gewertet. |
| Französisch-Äquatorialafrika |           | 1960                  |                                      |      | Aufgelöst in die vier unabhängigen Nationen Gabun, Republik Kongo, Tschad und die Zentralafrikanische Republik.                                                                                                |
| Französisch-Westafrika       |           | 1960                  |                                      |      | Aufgelöst in die neun unabhängigen Nationen Benin, Elfenbeinküste, Guinea, Mali, Mauretanien, Niger, Obervolta, Senegal und Togo.                                                                              |
| Irland                       |           | 1882–1922             | Irish Football Association           |      | Aufgelöst in Nordirland und Irland. |
| Jugoslawien                  | YUG       | 1920–1995             | Fudbalski savez Jugoslavije          |      | Aufgelöst in fünf unabhängige Nationen: Bosnien-Herzegowina, Rest-Jugoslawien/Serbien-Montenegro (später in Serbien und Montenegro, s. u.), Kroatien, Mazedonien und Slowenien.                                |
| Korea                        |           | –1945                 |                                      |      | Aufgelöst in die beiden unabhängigen Nationen Nordkorea und Südkorea. |
| Malaya                       | MAL       | 1948–1963             | Federación de Fútbol de Malasia      |      | 1963 aufgelöst Nachfolger: Malaysia |
| Niederländische Antillen     | ANT       | 1954–2011             | Nederlands Antilliaanse Voetbal Unie |      | 2011 aufgelöst. Nachfolger: Curaçao. |
| Niue                         | NIU       | 2006–2021             | Niue Island Soccer Association       |      | Mitgliedschaft der Oceania Football Confederation wurde im März 2021 wegen Inaktivität widerrufen. |
| Russisches Kaiserreich       | RUS       | 1910–1914             | Allrussische Union                   |      | Aufgrund des Ersten Weltkrieges und der Oktoberrevolution aufgelöst. Nachfolger: Sowjetunion |
| Saarland                     | SAA       | 1950–1956             | Saarländischer Fußballverband        |      | Wurde der deutschen Fußballnationalmannschaft wiedereingegliedert. |
| Serbien und Montenegro       | SCG       | 1993–2006             | Fudbalski savez Srbije i Crne Gore   |      | Aufgelöst in die zwei unabhängigen Nationen Serbien und Montenegro. |
| Südjemen                     | SYE       | 1965–1989             |                                      |      | Wurde der jemenitischen Fußballnationalmannschaft angegliedert. |
| Tschechoslowakei             | TCH       | 1922–1993             | Československý fotbalový svaz        |      | Aufgelöst in die unabhängigen Nationen Tschechien und Slowakei. |
| Sowjetunion                  | URS       | 1922–1991             | Federazija Futbola SSSR              |      | Aufgelöst in die folgenden Nationalmannschaften: Armenien, Aserbaidschan, Georgien, Kasachstan, Kirgisistan, Moldau, Russland, Tadschikistan, Turkmenistan, Ukraine, Usbekistan und Belarus.                   |
| Südvietnam                   | VSO       | 1949–1975             |                                      |      | Eingegliedert in Vietnam. |